# فهد المصري
فهد المصري (مواليد 9 فبراير 1960 في دمشق)، هو سياسي سوري ووزير سوري سابق. حصل على بكالوريوس في الاقتصاد والتجارة من جامعة دمشق عام 1982، ثم ماجستير في الإدارة العامة من جامعة ويسكونسن-ماديسون، ثم دكتوراه في الإدارة العامة من جامعة كينيدي عام 1989. 
في عام 1998 كان عضواً في مجلس الشعب السوري وحتى 2003. شغل كذلك منصب أمين سر غرفة صناعة دمشق. كما عمل وزير دولة لشؤون التنمية الإدارية من 2000 وحتى 2002. كذلك فقد رأس المبادرة الوطنية للتغيير عام 2012.